# Kvon Dzsongcshol
Kvon Dzsongcshol (koreaiul: 권종철; 1963. szeptember 11. –) dél-koreai nemzetközi labdarúgó-játékvezető.

## Pályafutása

### Nemzeti játékvezetés
Ellenőreinek, sportvezetőinek javaslatára lett az I. Liga játékvezetője. A nemzeti játékvezetéstől 2008-ban vonult vissza.

### Nemzetközi játékvezetés
A Dél-koreai labdarúgó-szövetség Játékvezető Bizottsága (JB) terjesztette fel nemzetközi játékvezetőnek, a Nemzetközi Labdarúgó-szövetség (FIFA) 1997-től tartotta nyilván bírói keretében. Több nemzetek közötti válogatott és klubmérkőzést vezetett. A nemzetközi játékvezetéstől 2008-ban, a FIFA 45 éves korhatárát betöltve vonult vissza.

#### Világbajnokság
Három világbajnoki döntőhöz vezető úton Dél-Koreába és Japánba a XVII., a 2002-es labdarúgó-világbajnokságra,  Németországba a XVIII., a 2006-os labdarúgó-világbajnokságra, valamint Dél-Afrikába a XIX., a 2010-es labdarúgó-világbajnokságra a FIFA JB játékvezetőként alkalmazta. Selejtező mérkőzéseket az OFC illetve az AFC zónában vezetett.

##### 2002-es labdarúgó-világbajnokság
| Időpont           | Helyszín                | Mérkőzés típusa        | Mérkőzés             | Eredmény | Nézők száma |
| ----------------- | ----------------------- | ---------------------- | -------------------- | -------- | ----------- |
| 1967. október 28. | Nemzeti Stadion, Sydney | döntő második mérkőzés | Ausztrália–Új-Zéland | 4 – 1    | 41 976      |

##### 2006-os labdarúgó-világbajnokság
| Időpont             | Helyszín                   | Mérkőzés típusa                   | Mérkőzés                   | Eredmény | Nézők száma |
| ------------------- | -------------------------- | --------------------------------- | -------------------------- | -------- | ----------- |
| 2004. szeptember 8. | Olimpiai Stadion, Ashgabat | előselejtező (2. kör. 8. csoport) | Türkmenisztán–Szaúd-Arábia | 0 – 1    | 5000        |
| 2004. október 13.   | Al-Gharafa Stadion, Doha   | előselejtező (2. kör. 1. csoport) | Katar–Irán                 | 2 – 3    | 8000        |
| 2005. június 8.     | Azadi Stadion, Teherán     | előselejtező (3. kör-, 2. csoport | Irán–Bahrein               | 1 – 0    | 80 000      |

##### 2010-es labdarúgó-világbajnokság
| Időpont           | Helyszín                   | Mérkőzés típusa       | Mérkőzés                | Eredmény | Nézők száma |
| ----------------- | -------------------------- | --------------------- | ----------------------- | -------- | ----------- |
| 2007. november 9. | Nemzeti Stadion, Szingapúr | előselejtező (2. kör) | Szingapúr–Tádzsikisztán | 2 – 0    | 6606        |

#### Ázsia-kupa
Kína a 13., a 2004-es Ázsia-kupa, Indonézia-, Malajzia-, Thaiföld és Vietnám a 14., a 2007-es Ázsia-kupa tornának adott otthont, ahol a Ázsiai Labdarúgó-szövetség (AFC) JB bíróként foglalkoztatta. 2007-ben a torna történetében első alkalommal négy nemzet adott otthont a végső küzdelmeknek. A helyszínen tartott fizikai ellenőrző teszten Shamsul Maidin játékvezető megsérült, ezért nem vezethetett mérkőzést, helyette a tartalék játékvezetők közül lépett előbbre.

##### 2004-es Ázsia-kupa
| Időpont          | Helyszín                            | Mérkőzés típusa        | Mérkőzés            | Eredmény | Nézők száma |
| ---------------- | ----------------------------------- | ---------------------- | ------------------- | -------- | ----------- |
| 2004. július 18. | Sichuan Longquanyi Stadion, Csengtu | selejtező (C. csoport) | Irak–Üzbegisztán    | 0 – 1    | 12 400      |
| 2004. július 26. | Sichuan Longquanyi Stadion, Csengtu | selejtező (C. csoport) | Szaúd-Arábia–Irak   | 1 – 2    | 15 000      |
| 2004. július 30. | Sichuan Longquanyi Stadion, Csengtu | egyik negyeddöntő      | Üzbegisztán–Bahrein | 2 – 2    | 18 000      |

##### 2007-es Ázsia-kupa
| Időpont          | Helyszín                              | Mérkőzés típusa        | Mérkőzés                 | Eredmény | Nézők száma |
| ---------------- | ------------------------------------- | ---------------------- | ------------------------ | -------- | ----------- |
| 2007. július 7.  | Rajamangala National Stadion, Bangkok | selejtező (A. csoport) | Thaiföld–Irak            | 1 – 1    | 30 000      |
| 2007. július 16. | Rajamangala National Stadion, Bangkok | selejtező (A. csoport) | Thaiföld–Ausztrália      | 0 – 4    | 46 000      |
| 2007. július 22. | Bung Karno Stadion, Jakarta           | egyik negyeddöntő      | Szaúd-Arábia–Üzbegisztán | 2 – 1    | 12 000      |

## Szakmai sikerek
2010-ben a nemzetközi játékvezetés hírnevének erősítése, hazájában 10 éve a legmagasabb Ligában (osztályban) folyamatosan tevékenykedő, eredményes pályafutása elismeréseként, a FIFA JB felterjesztésére az 1965-ben alapított International Referee Special Award címmel és oklevéllel tüntette ki.